# Cratere Zaim
Zaim è un cratere sulla superficie di Marte.